# Qualification pour la Division IIB du Championnat du monde féminin de hockey sur glace 2016
Navigation
Qualification IIB 2017
Le tournoi de Qualification pour la Division IIB du Championnat du monde féminin de hockey sur glace 2016 se déroule à Sofia en Bulgarie du 7 au 10 décembre 2015.
| \| Localisation de Sofia, capitale de la Bulgarie. \| Localisation de Sofia, capitale de la Bulgarie. |
| Localisation de Sofia, capitale de la Bulgarie.                                                       |

## Format de la compétition

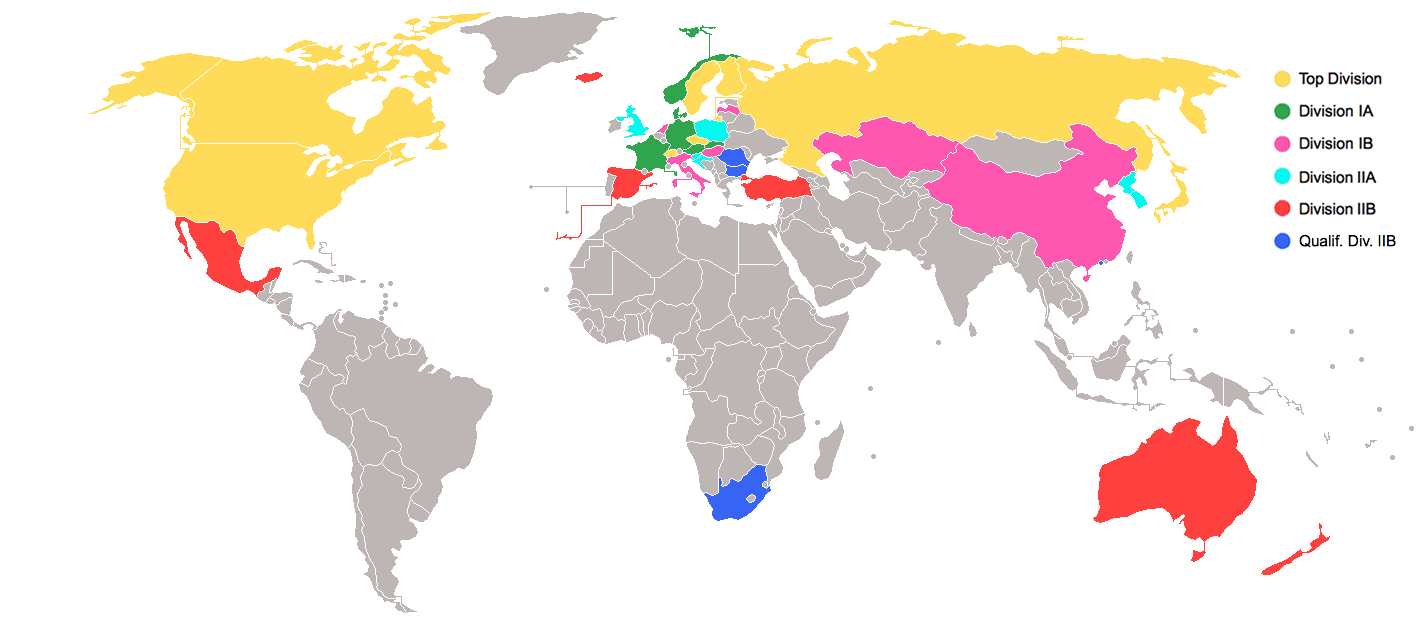
Pays participant au Championnat du monde féminin de hockey sur glace 2016.

Le Championnat du monde féminin de hockey sur glace est un ensemble de plusieurs tournois regroupant les nations en fonction de leur niveau. Les meilleures équipes disputent le titre dans la Division Élite.
Les 8 équipes de la Division Élite sont réparties en deux groupes de 4 : les mieux classées dans le groupe A et les autres dans le groupe B. Chaque groupe est disputé sous la forme d'un championnat à matches simples. Les 2 premiers du groupe A sont qualifiés d'office pour les demi-finales. Les 2 derniers du groupe A et les 2 premiers du groupe B s'affrontent lors de quarts de finale croisés. Les 2 derniers du groupe B participent au tour de relégation qui détermine l'équipe qui sera reléguée en Division I A lors de l'édition de 2017.
Pour les autres divisions qui comptent 6 équipes (sauf le groupe de Qualification pour la Division II B qui en compte 4), les équipes s’affrontent entre elles et, à l'issue de cette compétition, le premier est promu dans la division supérieure et le dernier est relégué dans la division inférieure.
Lors des phases de poule, les points sont attribués ainsi :
- 3 points pour une victoire dans le temps réglementaire ;
- 2 points pour une victoire en prolongation ou aux tirs de fusillade ;
- 1 point pour une défaite en prolongation ou aux tirs de fusillade ;
- 0 point pour une défaite dans le temps réglementaire.

En 2015, la Belgique a terminé à la dernière place de la Division II B et aurait dû, de ce fait, être reléguée. L'équipe ne participe pas à l'édition 2016 où elle est remplacée par la Roumanie. 

## Résultats
| 7 décembre 2015 | Afrique du Sud | 3-2 (pr) (0-1, 2-1, 0-0, 1-0) | Roumanie | Winter Sports Palace 100 spectateurs |

| Feuille de match   | Feuille de match                                                                                            | Feuille de match    | Feuille de match                          | Feuille de match                                                               |
| ------------------ | --- | ------------------- | ----------------------------------------- | ------------------------------------------------------------------------------ |
|                    | - Oxenham (Schuurman) — 25 min 40 s (SN) - Schuurman (Keuler) — 37 min 32 s Rhode (Schuurman) — 62 min 52 s | 0-1 1-1 1-2 2-2 3-2 | Ana — 8 min 24 s - Bálint — 39 min 22 s - | Arbitrage : Ramune Maleckiene Juges de lignes : Jana Gerkena Oksana Shestakova |
| Shaylene Swanepoel | Gardiens | Beata Antal         |                                           | Arbitrage : Ramune Maleckiene Juges de lignes : Jana Gerkena Oksana Shestakova |
| 8 min              | Pénalités                                                                                                   | 8 min               |                                           | Arbitrage : Ramune Maleckiene Juges de lignes : Jana Gerkena Oksana Shestakova |
| 15                 | Tirs | 32                  |                                           | Arbitrage : Ramune Maleckiene Juges de lignes : Jana Gerkena Oksana Shestakova |

| 7 décembre 2015 | Bulgarie | 2-9 (1-2, 1-3, 0-4) | Hong Kong | Winter Sports Palace 350 spectateurs |

| Feuille de match                                  | Feuille de match                                                             | Feuille de match                            | Feuille de match | Feuille de match                                                                               |
| ------------------------------------------------- | ---------------------------------------------------------------------------- | ------------------------------------------- | --- | ---------------------------------------------------------------------------------------------- |
|                                                   | - Zareva (Stoyanova) — 13 min 50 s - Iliycheva (Zareva) — 33 min 15 s (SN) - | 0-1 0-2 1-2 1-3 1-4 1-5 2-5 2-6 2-7 2-8 2-9 | Ip (Li, Wong T. Y.) — 6 min 8 s (SN) Wong T-Y — 8 min 26 s - Ip (Wong T. Y., C. L. Kong) — 21 min 56 s Ip (Wong T. Y.) — 22 min 53 s Ip (Wong T. Y., C. L. Kong) — 30 min 6 s (SN) - Ip — 40 min 24 s (IN) Wong T. Y. — 44 min 1 s Low (Leung) — 45 min 26 s Ip (Wong T. Y.) — 54 min 20 s (SN) | Arbitrage : Elise Harbitz-Rasmussen Juges de lignes : Ingibjorg Hjartardottir Zuzana Svobodova |
| Vesela Krasteva (45:00) Paulina Georgieva (15:00) | Gardiens                                                                     | Wong Ying Chi Virginia                      | | Arbitrage : Elise Harbitz-Rasmussen Juges de lignes : Ingibjorg Hjartardottir Zuzana Svobodova |
| 14 min                                            | Pénalités                                                                    | 14 min                                      | | Arbitrage : Elise Harbitz-Rasmussen Juges de lignes : Ingibjorg Hjartardottir Zuzana Svobodova |
| 22                                                | Tirs                                                                         | 25                                          | | Arbitrage : Elise Harbitz-Rasmussen Juges de lignes : Ingibjorg Hjartardottir Zuzana Svobodova |

| 8 décembre 2015 | Hong Kong | 3-5 (2-1, 1-2, 0-2) | Roumanie | Winter Sports Palace 100 spectateurs |

| Feuille de match   | Feuille de match                                                                             | Feuille de match                | Feuille de match | Feuille de match                                                                    |
| ------------------ | -------------------------------------------------------------------------------------------- | ------------------------------- | --- | ----------------------------------------------------------------------------------- |
|                    | Wong T. Y. (Ip) — 6 min 35 s Ip (C. L. Kong) — 12 min 39 s (SN) - Wong T. Y. — 33 min 43 s - | 1-0 2-0 2-1 2-2 2-3 3-3 3-4 3-5 | - Ballo (Ana) — 14 min 56 s Ana (Ballo) — 20 min 8 s Ballo (Barta, Ana) — 22 min 47 s - Popescu — 49 min 29 s Biro (Oprea) — 56 min 38 s | Arbitrage : Elise Harbitz-Rasmussen Juges de lignes : Jana Gerkena Zuzana Svobodova |
| Jenny Kai-Chin Lee | Gardiens                                                                                     | Beata Antal                     | | Arbitrage : Elise Harbitz-Rasmussen Juges de lignes : Jana Gerkena Zuzana Svobodova |
| 18 min             | Pénalités                                                                                    | 18 min                          | | Arbitrage : Elise Harbitz-Rasmussen Juges de lignes : Jana Gerkena Zuzana Svobodova |
| 19                 | Tirs                                                                                         | 37                              | | Arbitrage : Elise Harbitz-Rasmussen Juges de lignes : Jana Gerkena Zuzana Svobodova |

| 8 décembre 2015 | Afrique du Sud | 7-3 (2-1, 3-2, 2-0) | Bulgarie | Winter Sports Palace 250 spectateurs |

| Feuille de match | Feuille de match | Feuille de match                        | Feuille de match | Feuille de match                                                                     |
| ---------------- | --- | --------------------------------------- | --- | ------------------------------------------------------------------------------------ |
|                  | Rhode (Jamieson) — 6 min 26 s - Schuurman — 15 min 2 s (SN) - Keuler (Rhode) — 25 min 45 s (IN) - Rhode — 31 min 26 s Skinner — 33 min 9 s (SN) Cronje — 51 min 44 s (SN) Oxenham — 55 min 20 s | 1-0 1-1 2-1 2-2 3-2 3-3 4-3 5-3 6-3 7-3 | - Koleva (Lisichkova, Stoyanova) — 14 min 7 s (SN) - Lisichkova — 24 min 29 s - Koleva (Monova, Zareva) — 26 min 26 s - | Arbitrage : Katarzyna Zygmunt Juges de lignes : Elizaveta Kolchina Oksana Shestakova |
| Danielle Kotze   | Gardiens | Vesela Krasteva                         | | Arbitrage : Katarzyna Zygmunt Juges de lignes : Elizaveta Kolchina Oksana Shestakova |
| 16 min           | Pénalités | 30 min                                  | | Arbitrage : Katarzyna Zygmunt Juges de lignes : Elizaveta Kolchina Oksana Shestakova |
| 44               | Tirs | 17                                      | | Arbitrage : Katarzyna Zygmunt Juges de lignes : Elizaveta Kolchina Oksana Shestakova |

| 10 décembre 2015 | Hong Kong | 3-2 (0-1, 1-0, 2-1) | Afrique du Sud | Winter Sports Palace 111 spectateurs |

| Feuille de match                                          | Feuille de match                                                                                   | Feuille de match    | Feuille de match                              | Feuille de match                                                                          |
| --------------------------------------------------------- | -------------------------------------------------------------------------------------------------- | ------------------- | --------------------------------------------- | ----------------------------------------------------------------------------------------- |
|                                                           | - Wong T. Y. (Ip, Low) — 25 min 35 s C. L. Kong (Ip, Leung) — 46 min 27 s (2 SN) - Ip (P. A. Kong) | 0-1 1-1 2-1 2-2 3-2 | Rhode — 19 min 42 s - Oxenham — 49 min 55 s - | Arbitrage : Ramune Maleckiene Juges de lignes : Ingibjorg Hjartardottir Oksana Shestakova |
| Wong Ying Chi Virginia (34:25) Jenny Kai-Chin Lee (25:35) | Gardiens                                                                                           | Shaylene Swanepoel  |                                               | Arbitrage : Ramune Maleckiene Juges de lignes : Ingibjorg Hjartardottir Oksana Shestakova |
| 6 min                                                     | Pénalités                                                                                          | 10 min              |                                               | Arbitrage : Ramune Maleckiene Juges de lignes : Ingibjorg Hjartardottir Oksana Shestakova |
| 15                                                        | Tirs                                                                                               | 26                  |                                               | Arbitrage : Ramune Maleckiene Juges de lignes : Ingibjorg Hjartardottir Oksana Shestakova |

| 10 décembre 2015 | Roumanie | 8-3 (3-1, 2-1, 3-1) | Bulgarie | Winter Sports Palace 540 spectateurs |

| Feuille de match | Feuille de match | Feuille de match                            | Feuille de match                                                                                      | Feuille de match                                                                    |
| ---------------- | --- | ------------------------------------------- | --- | ----------------------------------------------------------------------------------- |
|                  | Ballo (Barta) — 43 s Ana (Ballo) — 3 min 4 s (IN) Ana — 5 min 57 s - Popescu — 21 min 42 s - Ana (Ballo) — 26 min 39 s (2 SN) - Ana (Ballo) — 57 min 35 s Ana (Barta) — 58 min 12 s Ballo — 58 min 22 s | 1-0 2-0 3-0 3-1 4-1 4-2 5-2 5-3 6-3 7-3 8-3 | - Koleva — 10 min 27 s (SN) - Zareva (Stoyanova) — 24 min 58 s - Lisichkova (Petkova) — 41 min 49 s - | Arbitrage : Katarzyna Zygmunt Juges de lignes : Elizaveta Kolchina Zuzana Svobodova |
| Beata Antal      | Gardiens | Vesela Krasteva                             | | Arbitrage : Katarzyna Zygmunt Juges de lignes : Elizaveta Kolchina Zuzana Svobodova |
| 14 min           | Pénalités | 16 min                                      | | Arbitrage : Katarzyna Zygmunt Juges de lignes : Elizaveta Kolchina Zuzana Svobodova |
| 69               | Tirs | 16                                          | | Arbitrage : Katarzyna Zygmunt Juges de lignes : Elizaveta Kolchina Zuzana Svobodova |

## Classement
Pour les significations des abréviations, voir statistiques du hockey sur glace.
| Clt   | Équipe         | PJ | V | VP | D | DP | BP | BC | Diff | Pts |
| ----- | -------------- | -- | - | -- | - | -- | -- | -- | ---- | --- |
| +001, | Roumanie       | 3  | 2 | 0  | 0 | 1  | 15 | 9  | +6   | 7   |
| +002, | Hong Kong      | 3  | 2 | 0  | 1 | 0  | 15 | 9  | +6   | 6   |
| +003, | Afrique du Sud | 3  | 1 | 1  | 1 | 0  | 12 | 8  | +4   | 5   |
| +004, | Bulgarie       | 3  | 0 | 0  | 3 | 0  | 8  | 24 | -16  | 0   |

- Promu en Division II B en 2017

## Récompenses individuelles
Pour les significations des abréviations, voir statistiques du hockey sur glace.
| Rang | Joueuse            | Pays           | PJ | B | A | Pts | +/− | Pun |
| ---- | ------------------ | -------------- | -- | - | - | --- | --- | --- |
| 1    | Estelle Claudia Ip | Hong Kong      | 3  | 8 | 3 | 11  | +2  | 4   |
| 2    | Wong Tsui Yi       | Hong Kong      | 3  | 5 | 5 | 10  | +1  | 2   |
| 3    | Voicu Ana          | Roumanie       | 3  | 7 | 2 | 9   | +9  | 2   |
| 4    | Noemi Ballo        | Roumanie       | 3  | 4 | 4 | 8   | +10 | 0   |
| 5    | Dalene Rhode       | Afrique du Sud | 3  | 4 | 1 | 5   | +2  | 2   |
| 6    | Chloe Schuurman    | Afrique du Sud | 3  | 2 | 2 | 4   | +4  | 2   |
| 7    | Mirela Zareva      | Bulgarie       | 3  | 2 | 2 | 4   | -3  | 12  |
| 8    | Cheryl Lauren Kong | Hong Kong      | 3  | 1 | 3 | 4   | +1  | 6   |
| 9    | Amalia Koleva      | Bulgarie       | 3  | 3 | 0 | 3   | -7  | 8   |
| 10   | Donne Oxenham      | Afrique du Sud | 3  | 3 | 0 | 3   | +1  | 2   |

| Rang | Joueuse                | Pays           | Min          | BC | Moy  | %Arr  | Bl |
| ---- | ---------------------- | -------------- | ------------ | -- | ---- | ----- | -- |
| 1    | Wong Ying Chi Virginia | Hong Kong      | 94 min 25 s  | 3  | 1,91 | 91,67 | 0  |
| 2    | Shaylene Swanepoel     | Afrique du Sud | 121 min 44 s | 5  | 2,46 | 89,36 | 0  |
| 3    | Jenny Kai-Chin Lee     | Hong Kong      | 85 min 35 s  | 6  | 4,21 | 87,76 | 0  |
| 4    | Vesela Krasteva        | Bulgarie       | 165 min 0 s  | 22 | 8,00 | 83,82 | 0  |
| 5    | Beata Antal            | Roumanie       | 182 min 52 s | 9  | 2,95 | 82,00 | 0  |

Pour les significations des abréviations, voir statistiques du hockey sur glace.
Nota : seuls sont classées les gardiennes ayant joué au minimum 40 % du temps de jeu de leur équipe.